# カズコ・ホーキ
カズコ・ホーキ（本名：法貴 和子（ほうき かずこ）、1952年 - ）は、イギリス在住の日本人ミュージシャンである。

## 経歴・人物
東京都出身。大平正芳の姪。東京大学文学部宗教学科卒業。東大時代の同級生に四方田犬彦がいる。
1978年に日本からイギリス・ロンドンに渡る。
1982年、ロンドンで日本人のボーカル・グループ「フランク・チキンズ」を結成し、これまでに「WE ARE NINJA」などのアルバムをリリースし、日本、オーストラリア、ニュージーランド、米国、カナダ、ソビエトのツアーを敢行したことがある。
ロンドン在住の作曲家・佐藤道朗とは親しい間柄にあり、1996年のチキンズのドイツでのツアーでは前座を務めている。

## 書籍
- 「ロンドンの床下―カズコ・ホーキと借りくらしたち」求龍堂（1994年11月）
- 「ロンドン快快」講談社（1997年7月）
- 「ディープなロンドン―カズコ・ホーキのまるごと案内」ネスコ（1998年5月）
- 「イギリス人はつらいよ―耐える紳士とプライド淑女」ネスコ（2000年2月）

## テレビ
- 『90日間トテナム・パブ』（フジテレビジョン、1992年1月～3月）